# El ladrón canta boleros
El ladrón canta boleros es una película en blanco y negro de Argentina dirigida por Enrique Cahen Salaberry según el guion de Losio Waza y Daniel Palomero sobre el argumento de Ariel Cortazzo que se estrenó el 2 de marzo de 1950 y que tuvo como protagonistas a Pablo Palitos, Susana Canales, Mario Clavell, María Santos y María Esther Gamas.

## Sinopsis
Para poder triunfar un cantor de boleros finge su muerte.

## Reparto
- Pablo Palitos ... amigo de Mario Clavel
- Susana Canales ... Olga
- Mario Clavell ... Mario Clavel
- María Santos ... Gertrudis
- María Esther Gamas ... mucama / ladrona
- Héctor Calcaño ... Prudencio Medina
- Ana Palmero ... Carmen, la Cartujana
- Miriam Sucre
- Hedy Crilla ... directora del colegio
- Leda Zanda
- Roberto Blanco ... ladrón
- Ángel Walk
- Mario Baroffio ... editor de discos
- Pura Díaz ... señorita Fany

## Comentarios
La crónica de La Razón señaló que en el filme “Pablo Palitos reedita …sus excentricidades del teatro” y Manrupe y Portela escriben que se trata de una “comedia musical bastante ágil y entretenida que todavía puede verse”. Por su parte la revista Set opinó:

”Grata y movida comedia musical, realizada con limpieza y sinceridad de medios, con un argumento simple.”